# Dölme (Ahle)
Die Dölme ist ein Fluss im Solling.
Die Dölmequelle liegt auf rund 460 m etwas nordöstlich des Tunnekenbornstrangs. Dann fließt sie nach Nordwesten. Das erste Stück ist bewaldet, dann sind es Wiesen. Schon ist sie auch in Neuhaus im Solling. Dort biegt sie links ab und wechselt auf die andere Seite der B 497. Nun fließt sie im Derentaler Graben, kommt am Wildpark Neuhaus vorbei, entlang der Ahlewiesen und mündet wenige Meter unterhalb von deren Quelle in die Ahle.
Der Fluss wurde erstmals 1565 (Dölmke) in einer Urkunde erwähnt. Der Name entwickelte sich von mndd. *Döllenbeke über *Döllnbeke zu *Dölmeke, Dölme. Er leitet sich wohl von dem Wort dölle = "flache, kleinere Bodensenkung im Gelände" oder von dole = „Graben“.